# Stefan Janew
Stefan Janew, bułg. Стефан Янев (ur. 1 marca 1960 w Popowicy) – bułgarski wojskowy i polityk, generał brygady, w 2017 wicepremier, w 2017 i w latach 2021–2022 minister obrony, w 2021 premier Bułgarii.

## Życiorys
Absolwent szkoły artyleryjskiej w Szumenie z 1983. Kształcił się następnie w akademii wojskowej w Sofii i w amerykańskim National War College. Był zawodowym wojskowym, w bułgarskich siłach zbrojnych doszedł do stanowiska generała brygady. Od drugiej połowy lat 90. pracował na stanowiskach urzędniczych i eksperckich m.in. przy programie Partnerstwo dla Pokoju. Zajmował stanowiska dyrektora w różnych departamentach ministerstwa obrony, a także dyrektora jednego z departamentów w placówce NATO w Ankarze. W 2011 został attaché wojskowym w ambasadzie Bułgarii w Waszyngtonie, a w 2014 komendantem uniwersytetu wojskowego w Wielkim Tyrnowie. W tym samym roku odszedł w stan spoczynku, zajął się prowadzeniem własnej działalności gospodarczej w branży konsultingowej.
W styczniu 2017 mianowany wicepremierem oraz ministrem obrony w przejściowym gabinecie Ognjana Gerdżikowa. Zakończył pełnienie tych funkcji wraz z całym rządem w maju 2017. Objął później funkcję sekretarza do spraw bezpieczeństwa i obrony w administracji prezydenta Rumena Radewa.
11 maja 2021, w związku z kryzysem politycznym po wyborach z kwietnia, prezydent Rumen Radew ogłosił jego powołanie na urząd premiera, a także przedstawił listę członków jego technicznego rządu. Gabinet Stefana Janewa rozpoczął funkcjonowanie następnego dnia. Zgromadzenie Narodowe wybrane w przedterminowych wyborach z lipca 2021 również nie wyłoniło większościowej koalicji. 16 września prezydent wyznaczył kolejne wybory na listopad, a także powołał drugi tymczasowy gabinet ze Stefanem Janewem na czele.
Urząd premiera sprawował do 13 grudnia 2021, gdy na czele nowego gabinetu stanął Kirił Petkow. W jego rządzie Stefan Janew został powołany na ministra obrony (z rekomendacji ugrupowania Kontynuujemy Zmianę). Parlament odwołał go z tej funkcji 1 marca 2022. Doszło do tego po tym, jak odmówił nazwania rosyjskiej inwazji na Ukrainę wojną i opowiedział się za zachowaniem przez Bułgarię neutralności. W maju tegoż roku założył nowe ugrupowanie pod nazwą Powstań Bułgario. W 2022 jego ugrupowanie przekroczyło próg wyborczy w wyborach parlamentarnych; były premier uzyskał wówczas mandat posła do Zgromadzenia Narodowego 48. kadencji.